# Лейпциг (футбольний клуб)
«Лейпциг» — німецький футбольний клуб із однойменного міста. Функціонував із 1893 по 1946 і з 1991 по 2004.

## Досягнення
- Чемпіон Німеччини: 1903, 1906, 1913
- Віце-чемпіон Німеччини: 1904, 1911, 1914
- Володар Кубку Німеччини: 1936

Кубок УЄФА:
- Півфіналіст (1): 1973/74

## Відомі гравці
- Клеменс Фріц
- Роланд Вольфарт
- Дарко Панчев
- Дідьє Сікс

## Відомі тренери
- Зігфрід Хельд